# Хамдибей
Хамдибей или Турля (на турски: Hamdibey, на гръцки: Τρουλιά) е село в околия Малък Самоков, вилает Лозенград (Къркларели), Турция. Според оценки на Статистическия институт на Турция през 2018 г. населението на селото е 330 души.

## География
Селото се намира в историко–географската област Източна Тракия, разположено в Странджа, на 5 километра северно от Малък Самоков (Демиркьой).

## История
През ΧΙΧ век Турля е село в Одринския вилает на Османската империя. Според статистиката на професор Любомир Милетич в 1912 година в селото живеят 100 гръцки семейства.
Гръцкото население на Турля се изселва след 1922 година. Част от него се заселва в сярското село Мандраджик. Селото е прекръстено на Хамдибей.